# Zentralstelle für Prüfungsaufgaben Nord-West
Die Zentralstelle für Prüfungsaufgaben Nord-West (kurz ZPA Nord-West) ist eine zentrale Aufgabenerstellungseinrichtung der Industrie- und Handelskammern (IHKs) für die Entwicklung von Prüfungsaufgaben für kaufmännische und kaufmännisch-verwandte Ausbildungsberufe.

## Geschichte
Die ZPA Nord-West wurde im Jahr 2007 von den IHKs in Berlin, Bremen, Hamburg, Nordrhein-Westfalen und Schleswig-Holstein mit dem Ziel gegründet, bundeseinheitliche Prüfungsaufgaben für die Zwischen- und Abschlussprüfungen dualer Ausbildungsberufe zu entwickeln. Die Geschäftsführung der ZPA Nord-West liegt bei der Industrie- und Handelskammer zu Köln.

## Angebot der ZPA Nord-West
Mit Stand 2013 stellt die ZPA Nord-West die Aufgabensätze für die Abschluss- und Zwischenprüfungen in 31 Ausbildungsberufen zur Verfügung, z. B. für den Fachinformatiker, die Fachkraft für Schutz und Sicherheit oder den Tierpfleger.

## Erstellung von Prüfungsaufgaben
Die Erstellung der Prüfungsaufgaben erfolgt durch ehrenamtliche tätige Experten. Für jeden Ausbildungsberuf existiert ein eigener, paritätisch besetzter Fachausschuss der aus Beauftragten der Arbeitgeber und Arbeitnehmer sowie Lehrern der beruflichen Schulen besteht. Das Berufsbildungsgesetz (BBiG) schreibt vor, dass diese Personen sachkundig sein müssen. Darüber hinaus müssen die Mitglieder eines Aufgabenerstellungsausschusses auch als Prüfer berufen sein.
Bei der Erstellung von Prüfungsaufgaben müssen hohe Qualitätsstandards eingehalten werden. Grundlage für die Entwicklung der Prüfungsaufgaben sind die Vorgaben aus der Ausbildungsordnung des jeweiligen Berufes. Sie schreibt vor, dass „Auszubildende zur Ausübung einer qualifizierten Tätigkeit befähigt [werden], die insbesondere selbständiges Planen, Durchführen und Kontrollieren einschließt. Üblicherweise wird darunter berufliche Handlungskompetenz verstanden.“. Weiterhin liegen den Aufgaben die Gütekriterien für empirische Untersuchungen zu Grunde. So müssen Prüfungsaufgaben: „objektiv sein, verständlich und eindeutig sein, einseitige Schwerpunktbildung und Spitzfindigkeiten vermeiden, die berufliche Handlungskompetenz überprüfen, zuverlässige Ergebnisse liefern, tatsächlich das prüfen, was sie inhaltlich prüfen sollen, zwischen Leistungsstarken und Leistungsschwachen trennen und wirtschaftlich durchzuführen sein.“.

## Service-Angebot der ZPA Nord-West
Die ZPA Nord-West veröffentlicht auf ihrem Internetauftritt die bundesweit einheitlichen Termine für die schriftlichen Zwischen- und Abschlussprüfungen. Für einzelne Berufe werden weiterführende Informationen angeboten, die so genannten IHK-Prüfungs-News. Aufgaben einzelner Berufe stehen auf der Webseite zum Download bereit, etwa zum Mathematisch-technischen Softwareentwickler.